# Tylkowiańskie Spady

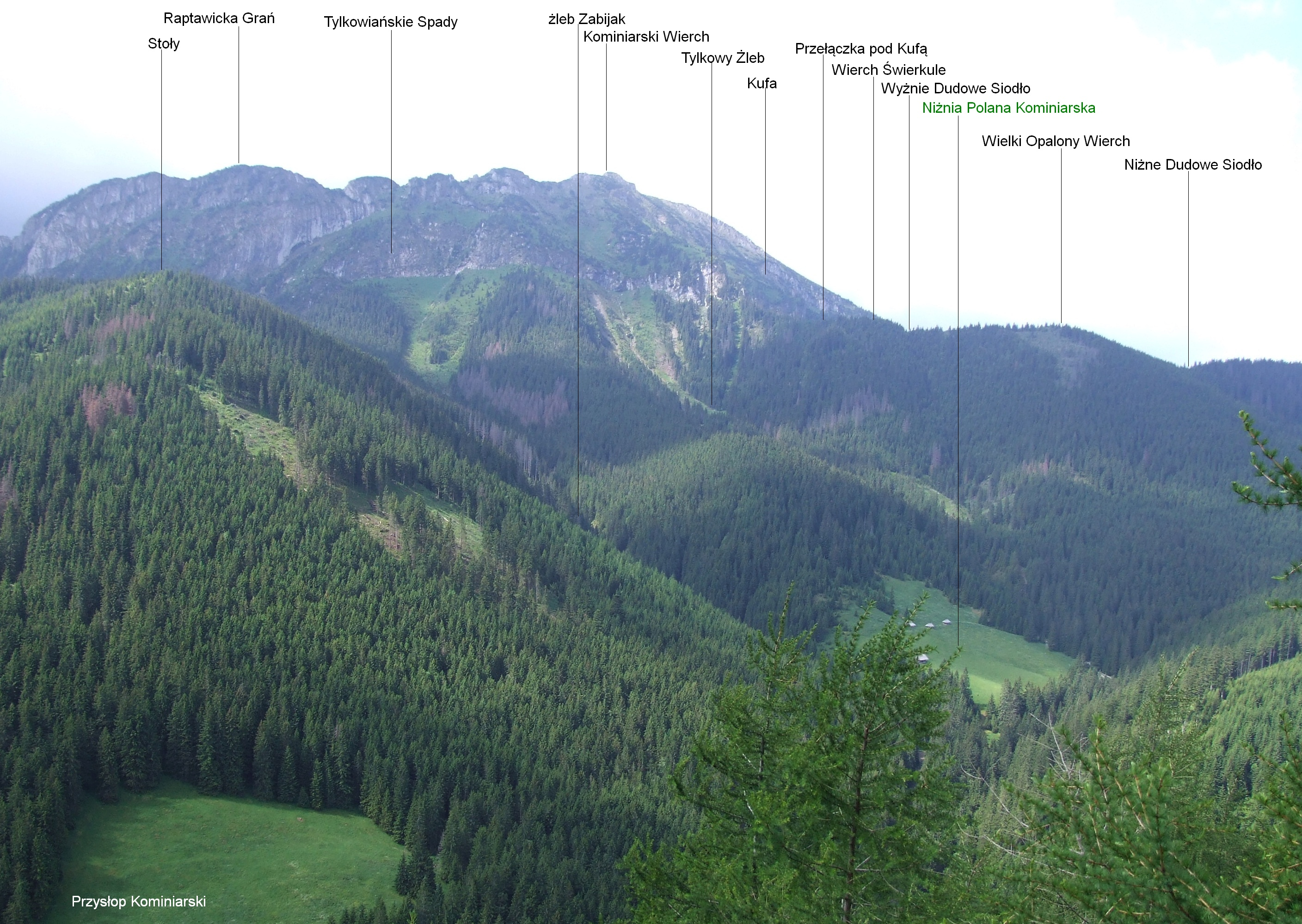
Widok z Zadniej Kopki

Tylkowiańskie Spady – długa ściana  na północnych stokach Kominiarskiego Wierchu w Tatrach Zachodnich. Zaczyna się nieco na zachód od grzbietu Przełęczy ku Stawku i ciągnie w zachodnim kierunku ponad górną częścią żlebu Zabijak, grzędą oddzielającą go od Tylkowego Żlebu i ponad górną częścią tego ostatniego. Kończy się w grzbiecie Kufy.
Nazwa pochodzi od dawnej hali Kominy Tylkowe, tej zaś od dawnego jej właściciela o nazwisku Tylka.
W Tylkowiańskich Spadach znajdują się jaskinie, m.in. Szemrzący Schron. Na mapie zaznaczona jest ścieżka prowadząca z Niżniej Polany Kominiarskiej wzdłuż Tylkowego Żlebu przez Przełączkę pod Kufą i pod Tylkowiańskimi Spadami z powrotem do Niżniej Polany Kominiarskiej grzędą oddzielającą Tylkowy Żleb od żlebu Zabijak. Tylkowiańskie Spady znajdują się na zamkniętym dla turystów, taterników i grotołazów obszarze ochrony ścisłej „Kominy Tylkowe”.